# 日本ペイント
日本ペイント株式会社（にっぽんペイント）は、東京都品川区に本社を置く汎用塗料の製造販売をおこなう企業である。会社の通称は「ニッペ」で、家庭用塗料には「ニッペホームペイント」とつく商品が多い。
2014年10月1日、持株会社体制への移行に伴い、従来の日本ペイント株式会社は日本ペイントホールディングス株式会社に商号変更され持株会社となり、新設分割により事業会社の日本ペイント株式会社が設立された。
なお、日本ペイントホールディングス株式会社の本社は大阪府大阪市北区に所在している。
2015年4月1日、日本ペイントグループは事業別に子会社を再編。2014年設立の日本ペイント株式会社から汎用塗料事業以外の事業を他の子会社に分割し、同社は日本ペイント販売株式会社に吸収合併され、日本ペイント株式会社（3代目）に商号変更した。
本項では、持株会社化以前の日本ペイントおよび現在の事業会社たる日本ペイントについて記す。
コーポレート・スローガンはBasic&New、それより前のスローガンは「豊かな心で未来をひらく」であった。

## 概要
1881年（明治14年）3月14日に大和郡山藩の茂木春太、茂木重次郎の兄弟が同社の前身にあたる光明社を東京・三田に設立。亜鉛華より固練り塗料を開発し、当時の帝国海軍に船体塗料として納入。1896年（明治29年）に東京・南品川に工場を新築移転。やがて1898年（明治31年）には日本ペイント製造株式会社に改組し、日本初の塗料工業会社として出発する。なお南品川の工場は現在に至るまで同社の東京事業所として存在し続けている。その後、1905年（明治38年）には大阪府鷺州村（現在の大阪市福島区鷺州）に工場を新設したことに伴い、経営の拠点を大阪へ移し、2014年の持株会社化により東京事業所を新たな事業拠点に定め現在に至る。
当時の商標は漢字の「日」を記号化した日の丸印（日本水産の社章と同じマーク）で、1925年（大正14年）から使用され、1984年（昭和59年）に現在の社章に改められるまで使われてきたが、もともと両社とも社名に「日本」が入る企業であるためか、商標権に関する争いはない。当然ながら資本・人材面での関係も一切ない。

## 主な製品
- マジョーラ - 家庭用偏光性塗料。主に自動車の塗装等に用いられる。
- インシュリード - リチウムイオン電池絶縁材。エレクトロコーティングによって、従来の方法では困難とされた複雑な形状にも対応可能。
- うなぎ塗料一番 - 小型船舶の船底向け塗料。2018年11月現在は当社と同じ日本ペイントホールディングス傘下の日本ペイントマリン株式会社が製造・販売。
- ATTSU-9（アッツ・ナイン）

## スポンサー活動
本社オフィス（現在の日本ペイントホールディングス本社）が、朝日放送本社（当時・現在は、ほたるまち）の近くにあったため、『新婚さんいらっしゃい!』や『グリム名作劇場』、『素敵にドキュメント』、『驚きももの木20世紀』、『全日本大学女子駅伝』（大阪時代）、『フィリップモリス・チャンピオンシップゴルフトーナメント』（現在の『ABCチャンピオンシップゴルフトーナメント』）などのANN系全国ネットのバラエティ番組やスポーツ番組のスポンサーを務めていた。
他にも、毎日放送と系列衛星放送チャンネルのGAORAで毎年放映されている選抜高等学校野球大会中継のメインスポンサーに、近年まで名を列ねていたことでも知られる（他に十川ゴム、東京建物、JR西日本グループ=1990年代初めは筆頭協賛=などがあった）。
その他、北海道放送で毎年放映されている『北海道邦楽舞踊大会』のスポンサーに、松村組（北海道放送の本社建物の建築を担当した縁で）とともに名を連ねていたこともある。
現在はテレビCMによるスポンサー活動はしておらず、主に新聞等での宣伝活動が多くなっていたが、2020年10月3日から、女優の多部未華子を起用した新CMの放映を開始する。BGMは、シンガーソングライター山崎まさよしの「flowers」。

### スポンサー番組（過去に提供していた番組も含む・現在は日本ペイントホールディングス名義）
- 新婚さんいらっしゃい!（ABC制作・テレビ朝日系列）
  - 番組に出演した夫婦へ贈られる記念品も提供。
- 娘とおやじ（TBS系列）
- 火曜スーパーワイド （ABC制作・テレビ朝日系列）
- 火曜ミステリー劇場（ABC制作・テレビ朝日系列）
- グリム名作劇場（ABC制作・テレビ朝日系列）
- 素敵にドキュメント（ABC制作・テレビ朝日系列）
- サンデープロジェクト（テレビ朝日・ABCテレビ共同制作）
- クレヨンしんちゃん（テレビ朝日系列）
- ダウンタウン探偵組91（ABC制作・テレビ朝日系列）
- 驚きももの木20世紀（ABC制作・テレビ朝日系列）
- TBS大型時代劇スペシャル （TBS系列）
- いつみても波瀾万丈（日本テレビ系列）
- ワールドビジネスサテライト（テレビ東京系列）
- TVチャンピオン（テレビ東京系列）※放送開始から1993年3月まで1年間のスポンサー提供
- サンドウィッチマン&芦田愛菜の博士ちゃん（テレビ朝日系列）※2020年10月より。2021年9月末をもって、降板。同年10月より下記の羽鳥慎一モーニングショーへ移動。
- 教えてもらう前と後（毎日放送制作・TBS系列）※2020年10月から2021年9月の最終回まで、後継番組の『100%!アピールちゃん』でも提供を継続中。
- 羽鳥慎一モーニングショー（テレビ朝日系列・月曜）※2022年3月末で降板。
- サタデープラス（毎日放送制作・TBS系列 現行の提供番組であり、2022年4月より提供開始）

## 不祥事
同社にかつて勤務し、その後菊水化学工業の常務を務めた男性が、同社の主力商品である「水性ケンエース」に関する設計書を無断で複製して持ち出し、これを基に菊水化学工業で塗料を製作したなどとして、不正競争防止法違反容疑で愛知県警察に逮捕された。この常務は「記念に持ち帰った」と話しており、違法性を認識していた可能性が出ている。